# Громово (Ленинградская область)
Гро́мово (до 1948 года Са́ккола, фин. Sakkola) — посёлок в Приозерском районе Ленинградской области. Административный центр Громовского сельского поселения.

## Название
Известный с 1568 года топоним Саккула был изменён в XVII веке в результате неправильного написания шведскими чиновниками на Саккола. По версии составителя первого словаря финского языка Элиаса Лённрота, это библейское имя Захария. По другой версии, данный топоним может быть истолкован как «отстой» или «ил, оставленный водой». По третьей версии название деревни произошло от слова «саку», что на местном диалекте обозначало щёгольски одетого человека. Кроме того, в средневековых шведских церковных книгах встречается фамилия Сакка или Сака.
14 января 1948 года исполком Саккольского сельсовета принял решение о присвоении деревне Саккола наименования Новинка.
24 февраля 1948 года по решению исполкома районного совета деревне было присвоено наименование Южная. Однако через несколько месяцев деревня была переименована в Громово «В память погибшего участника ВОВ Громова». Название было закреплено указом Президиума ВС РСФСР от 1 октября 1948 года, по другим данным переименование было закреплено указом Президиума ВС РСФСР от 13 января 1949 года.

## История
В писцовой книге Водской пятины 1568 года упоминается деревня «Сакула у озера у Сванского». Деревня Саккула была центром Сакульского Михайловского погоста Корельского уезда Водской пятины, в который входило 40 деревень и сёл. В ней располагалась церковь Михаила Архангела с приделами Богоявления и Николая Чудотворца. Земли же принадлежали Коневецкому монастырю.
После захвата уезда шведами в 1611 году православное население стало покидать его, а из восточных районов Финляндии начали прибывать переселенцы-лютеране.
В 1616 году в Саккуле была построена первая кирха, впоследствии она неоднократно перестраивалась. В это время из-за ошибки шведских переписчиков название деревни меняется на Саккола (Sakkola), селение становится центром лютеранского прихода (волости).
В ходе Северной войны земли Карельского перешейка перешли в состав Российской империи.

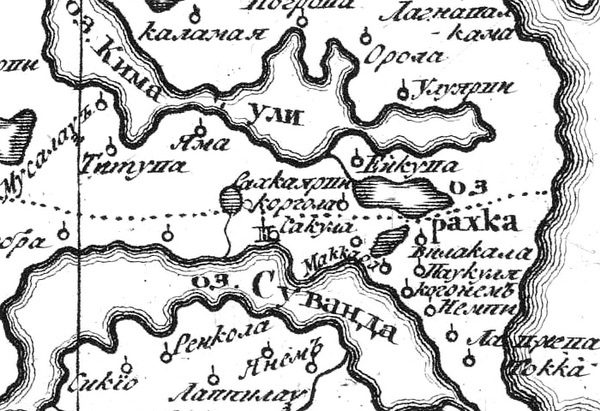
Село Сакула на русской карте 1745 года

Последняя, четвёртая по счету кирха была закончена в 1781 году, и простояла до 23 августа 1941 года.
В 1917 году Финляндия становится независимым государством. В Гражданской войне Финляндии 1918 года боевых действий в Сакколе не происходило, однако погибли 20 жителей коммуны. В 1921 году в Сакколе был установлен памятник воинам, погибшим в Гражданской войне.
В 1920-х годах началось строительство линии Маннергейма, основные укрепления которой прошли недалеко от деревни, по берегу озера Суванто.

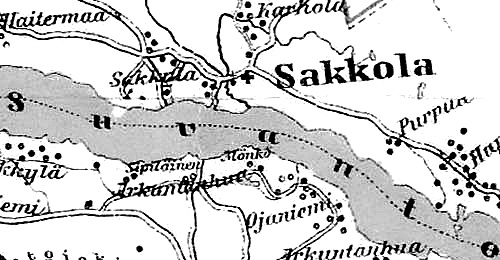
Село Саккола на финской карте 1923 года

В 1939—1940 годы во время первой Советско-финляндской войны эти укрепления штурмовала Красная армия.
В 1940 году по мирному договору северная часть Карельского перешейка была передана СССР. С января 1940 года деревня находилась в составе Карело-Финской ССР.
С августа 1941 года по сентябрь 1944 года в ходе Великой Отечественной войны финны вернулись, однако в результате наступления Красной Армии в июне 1944 года на Карельском перешейке, завершившегося Московским перемирием, финское население снова было эвакуировано.
С 1 ноября 1944 года деревня Саккола учитывалась в Саккольском сельсовете Кексгольмского района. В ходе укрупнения к деревне были присоединены соседние селения: Кархула, Капиайнен, Луприкка, Маттила, Пикку Паппила, Саха, Салакка и Юссила.
С 1 октября 1948 года, в результате переименования объектов на Карельском перешейке, деревня стала учитываться как посёлок Громово в Громовском сельсовете Приозерского района.
С 1 февраля 1963 года — в Громовском сельсовете Выборгского района.
С 1 января 1965 года — вновь в Громовском сельсовете Приозерского района. В 1965 году население посёлка составляло 310 человек.
По состоянию на 1 августа 1965 года посёлок Громово входил в состав Красноармейского сельсовета и являлся его административным центром.
В советское время в посёлке были открыты месторождения лечебных грязей — сапропелита, используемого врачами санатория города Приозерска.
По данным 1973 года посёлок Громово входил в состав Громовского сельсовета и являлся его административным центром. В нём находилось отделение совхоза «Красноармейский».
По данным 1990 года в посёлке Громово проживали 723 человека. Посёлок являлся административным центром Громовского сельсовета в который входили 12 населённых пунктов: посёлки Владимировка, Гречухино, Громово, Красноармейское, Новинка, Портовое, Приладожское, Славянка, Соловьёво, Черёмухино, Яблоновка и посёлок при станции Громово, общей численностью населения 2446 человек.
В 1997 году в посёлке Громово Громовской волости проживали 834 человека, в 2002 году — 922 человека (русские — 92 %).
В 2007 году в посёлке Громово Громовского СП проживал 801 человек, в 2010 году — 763 человек.

## География
Посёлок расположен в центральной части района на автодороге 41К-155 (ст. Громово — паромная переправа).
Расстояние до районного центра — 50 км.
Расстояние до ближайшей железнодорожной станции Громово — 9 км. Она расположена на 101,6 км перегона Лосево — Суходолье.
Посёлок находится на северном берегу Суходольского озера.

## Демография
| 2007 | 2010 | 2017 |
| ---- | ---- | ---- |
| 1235 | ↘763 | ↗787 |

## Фото

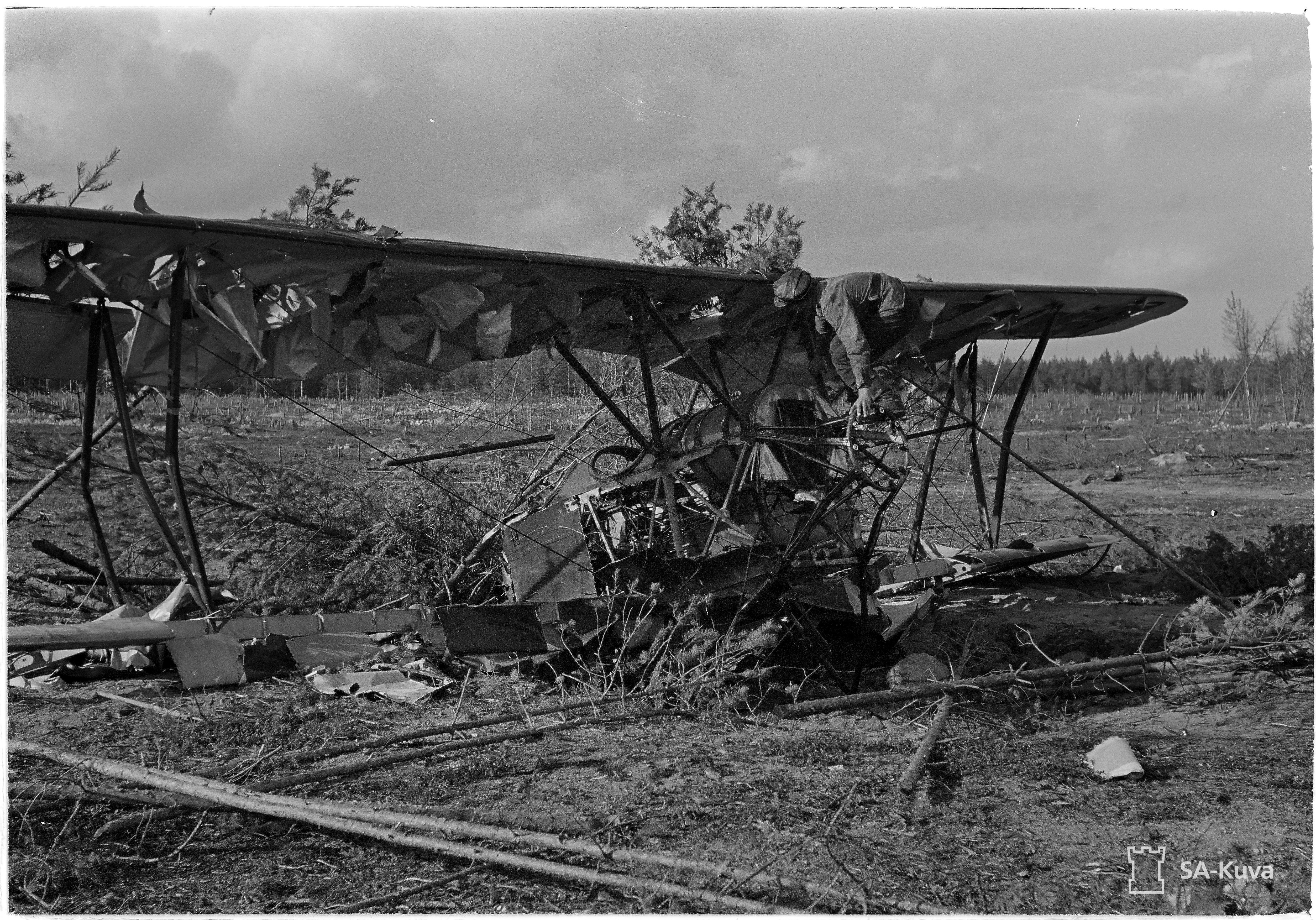
Упавший аэроплан У-2. Деревня Саккола. 1941 год
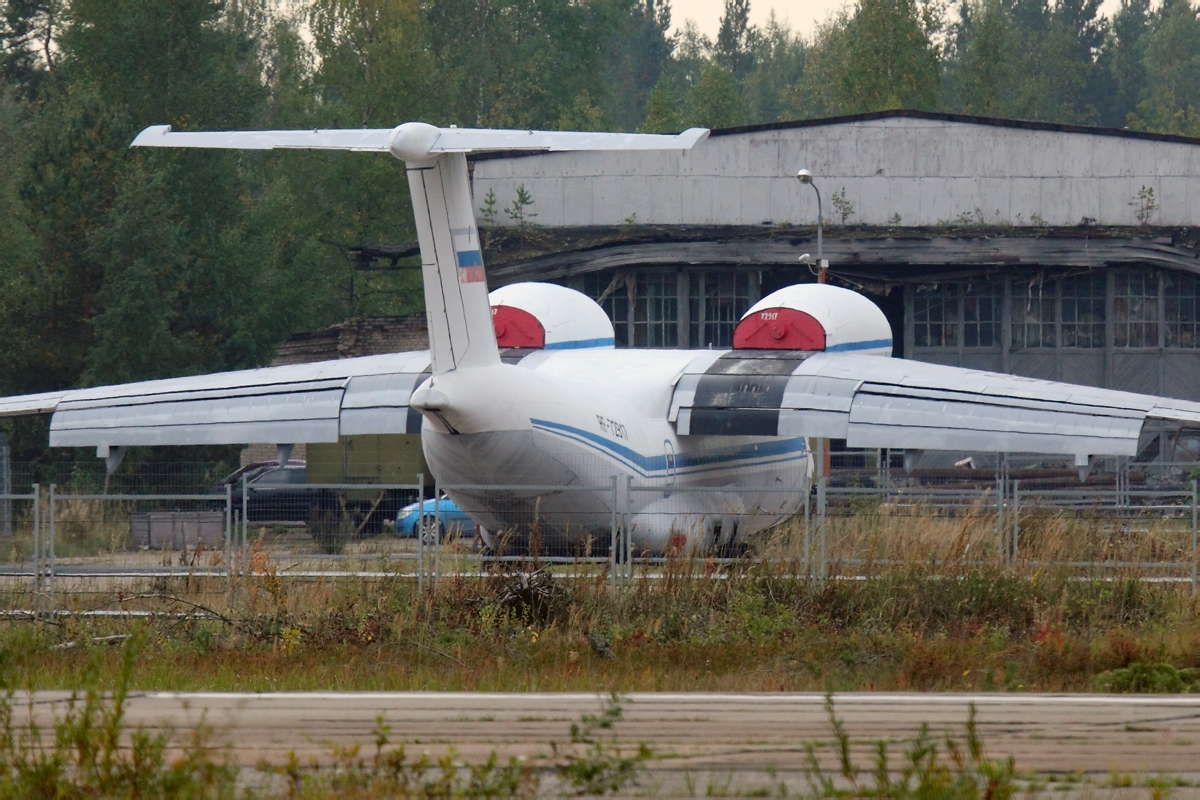
Самолёт Ан-72 (Ан-74). Посёлок Громово. 2010 год

## Улицы
Большая Озёрная, Дачный переулок, Заречный переулок, Лесной переулок, Малая Озёрная, Новосёлов, Озёрная, Сиреневая, Тихий переулок, Торфяной переулок, Цветочная, Центральная.

## Садоводства
Громовское, Северный Берег, Суходолье.